# Facundo Cañada

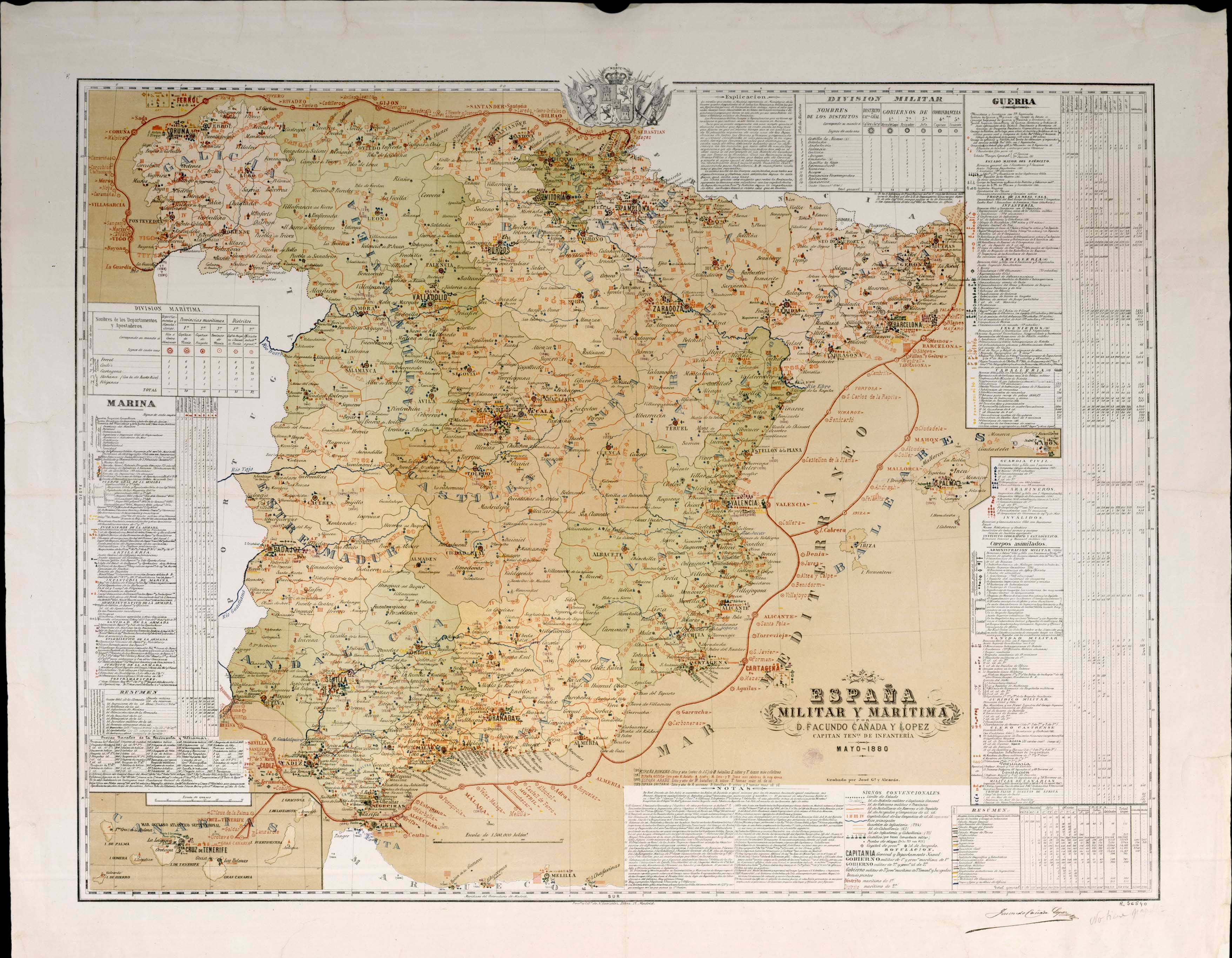
España Militar y Marítima, mapa de Facundo Cañada y José García y Alcaraz. Mapa militar de mayo de 1880.

Facundo Cañada López (Villamalea, Albacete, 1851 - Madrid, 1913) fue un militar y cartógrafo español. Su obra más conocida es el Plano de Madrid y pueblos colindantes al empezar el siglo XX realizado en 1900.

## Biografía
Ingresó en el ejército con grado de soldado en 1874. Poco después fue ascendido a alférez de las milicias provinciales y tomó parte en la tercera guerra carlista. En 1880 era capitán teniente de Infantería, y publicó su primera obra, La España militar y marítima. En 1882 ingresó en la Guardia Civil. En 1886 estaba estacionado en Madrid, con el grado de teniente, y posteriormente fue destinado a Cuba, donde fue ascendido a capitán. En 1897 estaba al cargo de la comandancia de Santa Clara, y publicó el Plano del partido judicial de Santa Clara (1897). Más tarde fue ascendido comandante por sus trabajos cartográficos y por méritos de guerra. Durante el conflicto fue condecorado con la cruz roja de primera clase del Mérito Militar.
Tras el fin de la Guerra Hispano-Estadounidense permaneció en la isla como miembro del contingente encargado de repatriar las fuerzas españoles, si bien ya había sido él mismo repatriado en 1898. En 1900 publicó el Plano de Madrid y pueblos colindantes al empezar el siglo XX, a escala 1/7.500. El plano, su obra más importante, le valió el Premio de Honor de la Cámara Internacional de Industria, Comercio y Ciencias de Madrid en 1902.
Fue nombrado jefe de la comandancia de la Guardia Civil de Orense en 1901. Sin embargo, obtuvo numerosos permisos y comisiones de servicios para llevar a cabo trabajos cartográficos. En 1903 se jubiló, si bien siguió dedicado a la cartografía. Colaboró también con el Atlas hipsométrico de España para el que realizó varios mapas.
Fue miembro de la Real Sociedad Geográfica de España.

## Homenajes
El 26 de febrero de 1997, el Círculo de Amigos de la Cartografía y el Departamento de Geografía e Historia de la Universidad Complutense de Madrid, celebraron en la Casa de la Panadería de Madrid, el primer Centenario del Plano y Guía de Madrid y de Pueblos Colindantes, trabajo que obtuvo el Gran Premio Internacional de Industria, Comercio y Ciencias de Madrid, en mayo de l902, así como el Diploma de Honor de la Exposición de Caligrafía, pendolística y similares, Madrid 1902. Eventos que se organizaron para conmemorar la mayoría de edad y la entronización de Alfonso XIII.